# Jean de Cardaillac
Jean de Cardaillac (en español: Juan de Cardaillac), pertenecía a una antigua casa de Quercy: la familia de Cardaillac.
Fue profesor de derecho en Toulouse, fue nombrado en 1351 obispo de Orense en Galicia, en 1360 arzobispo de Braga en Portugal, y finalmente Patriarca de Alejandría y administrador perpetuo de la arquidiócesis de Toulouse, 1376. Dio pruebas sorprendentes de su devoción en las guerras de Carlos V de Francia contra los ingleses y facilitó la conquista a Bertrand du Guesclin.